# Талицкое сельское поселение (Кировская область)
Талицкое сельское поселение  — упразднённое муниципальное образование в составе Фалёнского района Кировской области России.
Центр — село Талица.

## История
Талицкое сельское поселение образовано 1 января 2006 года согласно Закону Кировской области от 07.12.2004 № 284-ЗО.
30 апреля 2009 года в соответствии с Законом Кировской области № 369-ЗО в состав поселения включены населённые пункты упразднённых Бельского и Паньшонского сельских поселений.
В январе 2020 года в соответствии с Законом Кировской области от 20.12.2019 № 331-ЗО Талицкое сельское поселение было упразднено и объединено с другими муниципальными образованиями района в Фалёнский муниципальный округ.

## Население
| 2010  | 2012  | 2013  | 2014  | 2015  | 2016  | 2017  |
| ----- | ----- | ----- | ----- | ----- | ----- | ----- |
| 1457  | ↘1389 | ↘1327 | ↘1286 | ↘1229 | ↘1152 | ↘1098 |
| 2018  | 2019  | 2020  |       |       |       |       |
| ↘1028 | ↘963  | ↘924  |       |       |       |       |

## Состав поселения
| № | Населённый пункт | Тип населённого пункта       | Население |
| - | ---------------- | ---------------------------- | --------- |
| 1 | Талица           | село, административный центр | ↘764      |
| 2 | Белая            | село                         | ↘303      |
| 3 | Вогульцы         | деревня                      | 89        |
| 4 | Муляны           | деревня                      | 46        |
| 5 | Набережный       | посёлок                      | 20        |
| 6 | Нагорское        | село                         | ↘48       |
| 7 | Паньшонки        | деревня                      | ↘165      |
| 8 | Турунцы          | деревня                      | 2         |
| 9 | Чаруши           | деревня                      | 20        |